# Кребс, Мартин
Мартин Кребс (нем. Martin Krebs; род. 2 ноября 1956, Эссен, ФРГ) — немецкий прелат и ватиканский дипломат. Титулярный архиепископ Таборенты с 8 сентября 2008. Апостольский нунций в Гвинее и Мали с 8 сентября 2008 по 8 мая 2013. Апостольский нунций в Новой Зеландии, Кирибати, Палау, Микронезии и на Островах Кука, а также апостольский делегат на Тихом океане с 8 мая 2013 по 16 июня 2018. Апостольский нунций в Вануату, Самоа и на Фиджи с 23 сентября 2013 по 16 июня 2018. Апостольский нунций в Тонга с 19 января 2014 по 16 июня 2018. Апостольский нунций на Маршалловых Островах и в Науру с 3 мая 2014 по 16 июня 2018. Апостольский нунций в Уругвае с 16 июня 2018 по 3 марта 2021. Апостольский нунций в Швейцарии и Лихтенштейне с 3 марта 2021. Апостольский нунций в Монако с 19 апреля 2024.